# Strömstad község
Strömstad község (svédül: Strömstads kommun) Svédország 290 községének egyike. 
A község mai formáját 1967-ben nyerte el amikor Strömstad, Tjärnö és Vette egyesült.
A község a norvég határtól pár kilométerre fekszik, emiatt jelentős a bevásárlóturizmus.

## Települései
A községben 3 település található. A települések és népességük:
| Település | Népesség | Megjegyzés         |
| --------- | -------- | ------------------ |
| Strömstad |          | a község székhelye |
| Kebal     |          |                    |
| Skee      |          |                    |

## Külső hivatkozások
- Hivatalos honlap